# Cascade de la Coulisse
La cascade de la Coulisse est une chute d'eau située sur le cours de la rivière du Petit Carbet sur le territoire de Trois-Rivières, dans l'île de Basse-Terre en Guadeloupe.
La rivière du Petit Carbet prend le nom de La Coulisse après avoir rencontré une ravine peu avant la cascade. Elle doit vraisemblablement ce nom aux nombreux toboggans qu'elle offre alors avant de se jeter dans l'océan Atlantique à l'anse Duquery. 

## Description
Située à côté d'un ancien moulin en ruines, il s'agit d'une cascade de 8 m de haut. Elle offre à son pied un large bassin de baignade. A partir de ce point, il est possible de suivre le cours de la rivière jusqu'à la mer en empruntant les nombreux toboggans naturels qu'elle offre. Peu avant de rejoindre la mer, une dernière cascade, à proximité d'un chemin de randonnée, donne un nouveau bassin large de baignade,. 

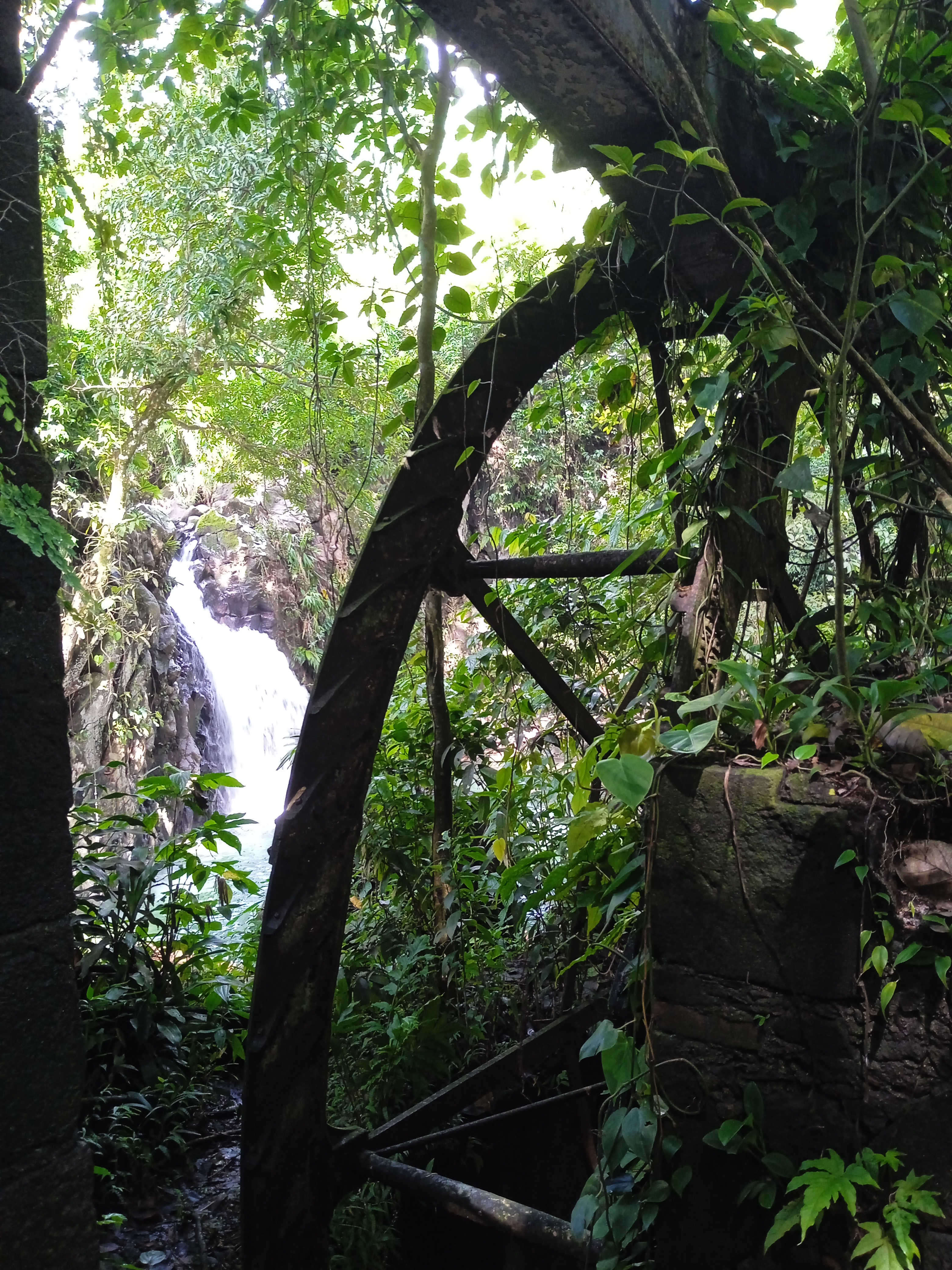
Moulin de la cascade de la Coulisse, avec la cascade en arrière-fond.
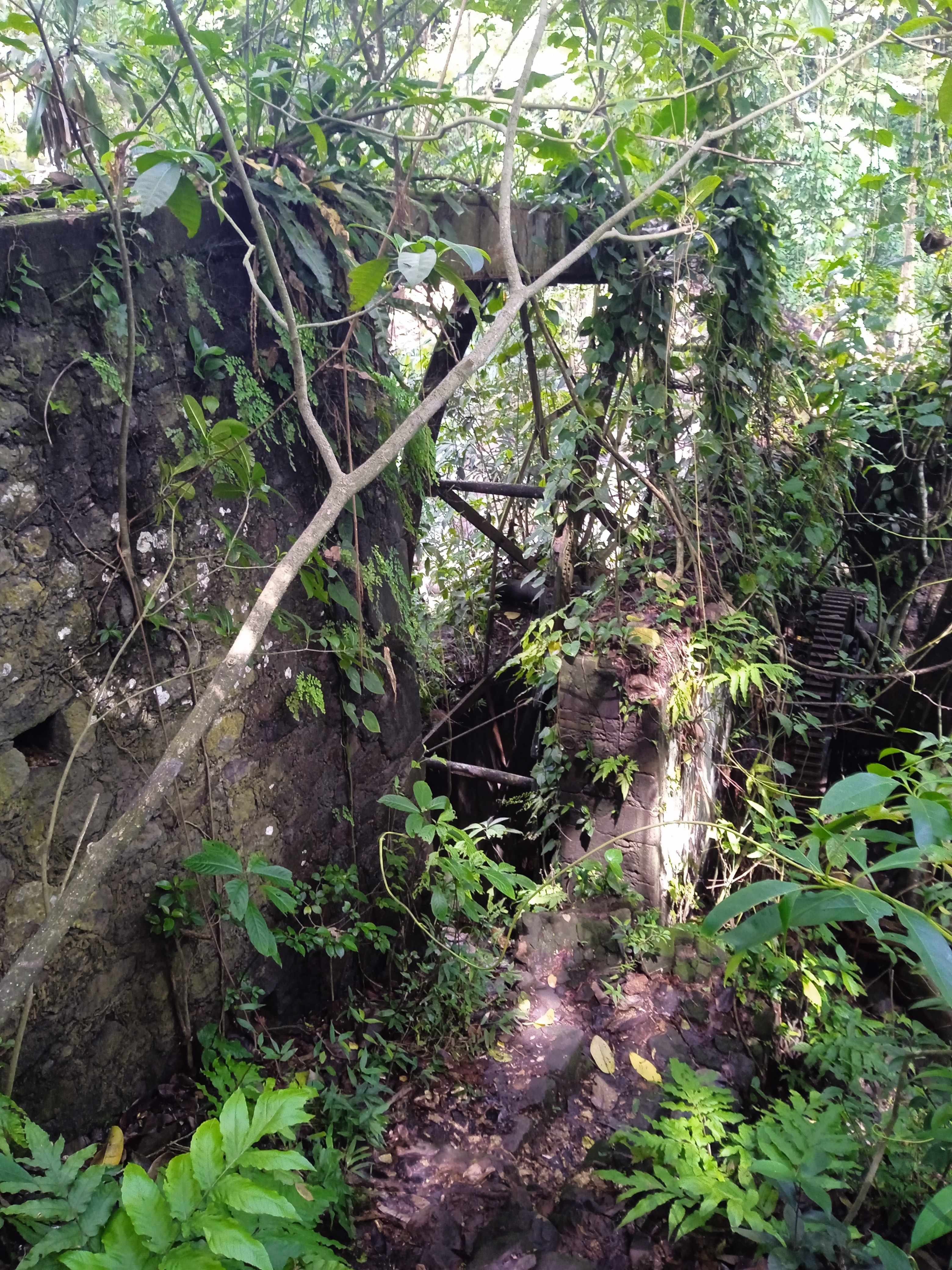
Cascade de la Coulisse, ruines du moulin.
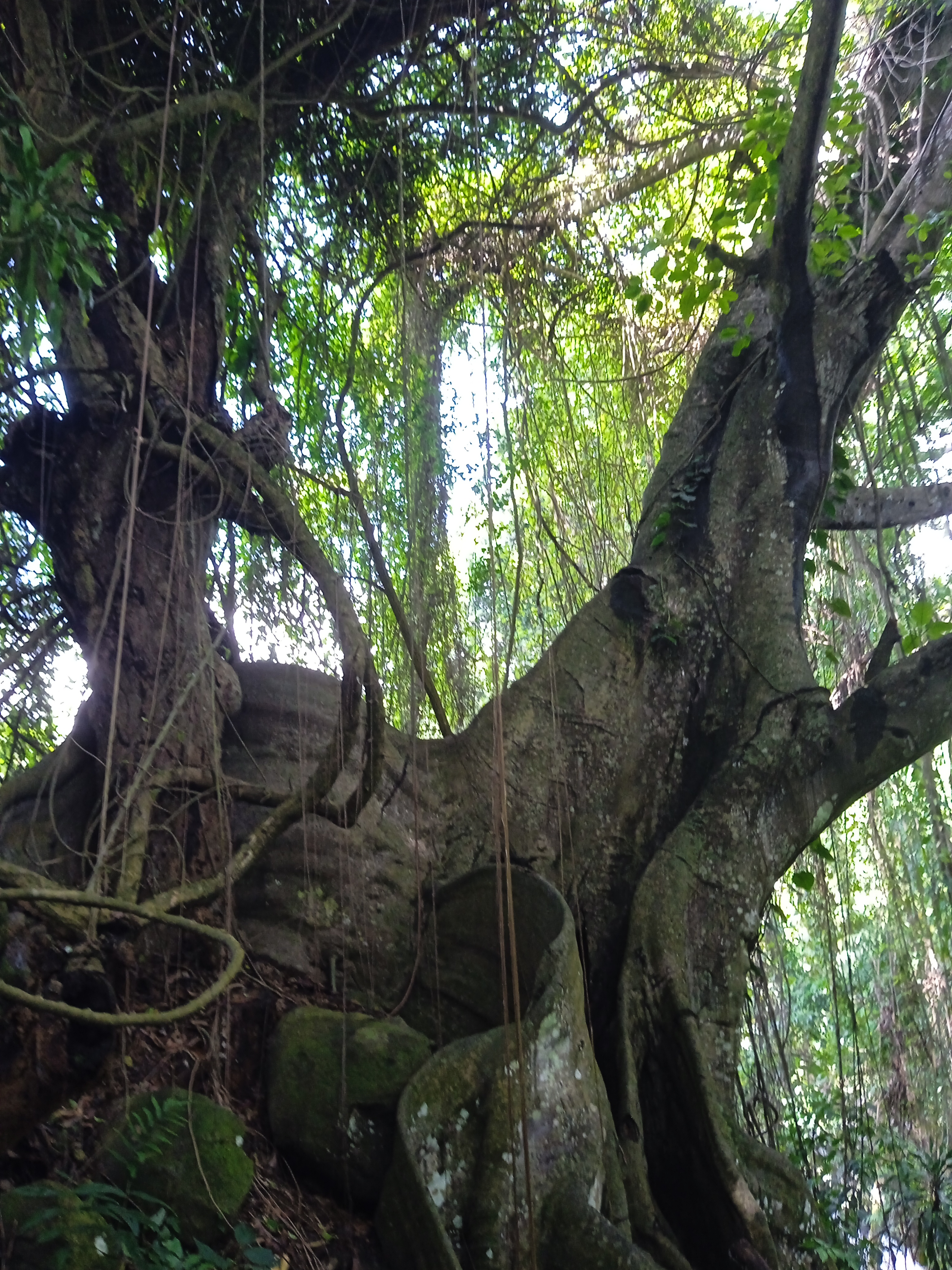
Arbre près de la cascade de la Coulisse.
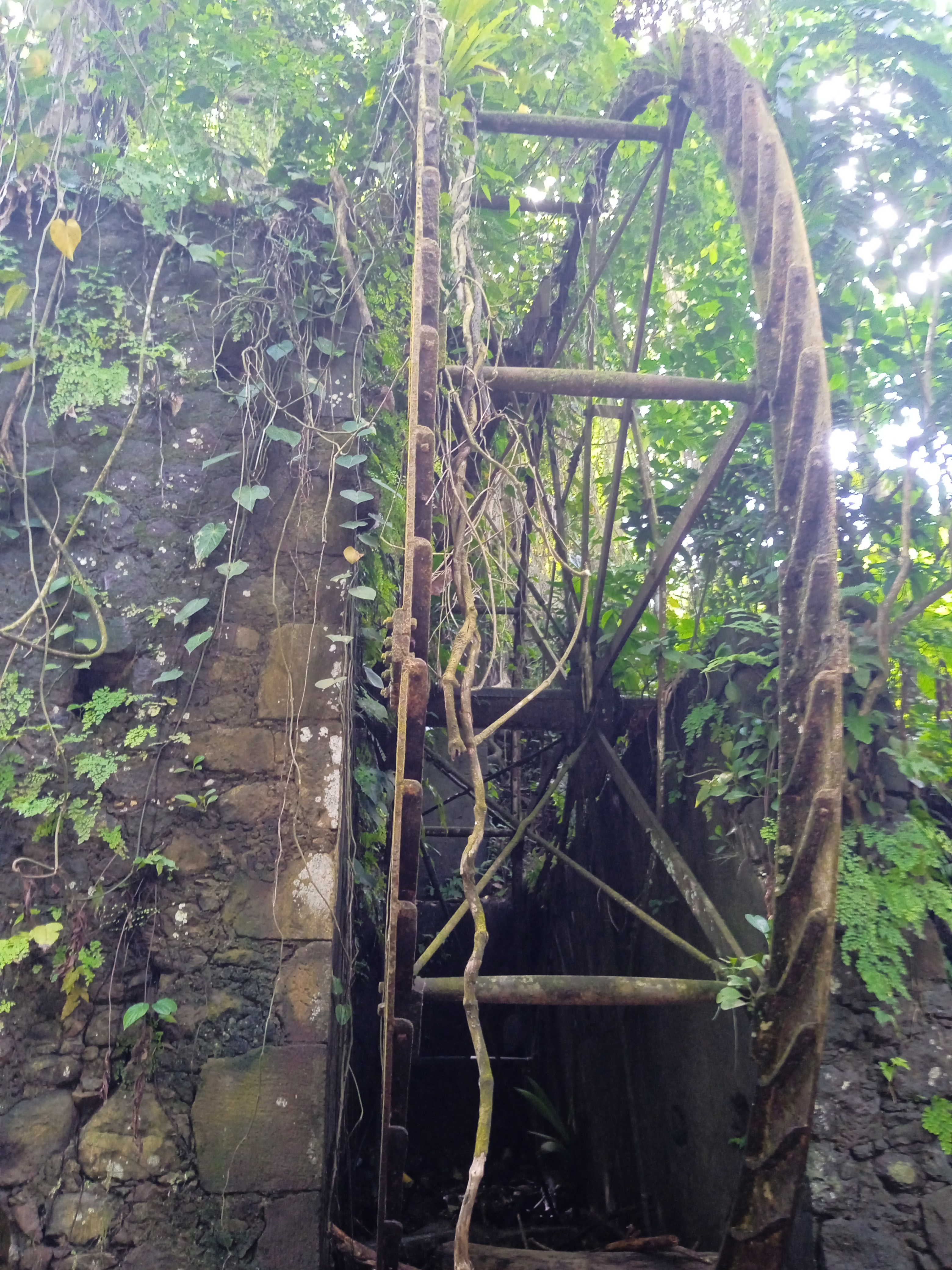
Roue du moulin de la cascade de la Coulisse.
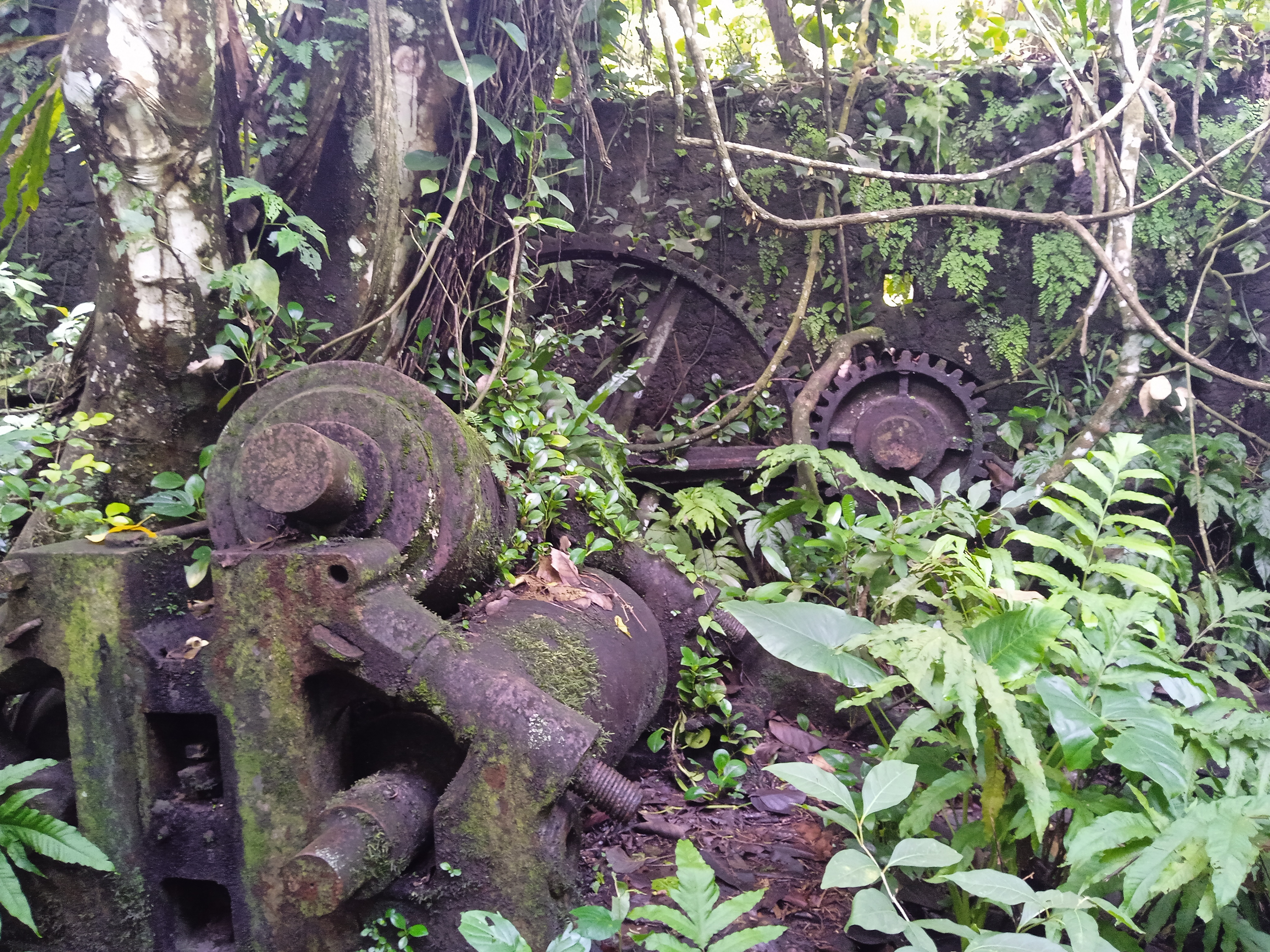
Restes du moulin de la cascade de la Coulisse.
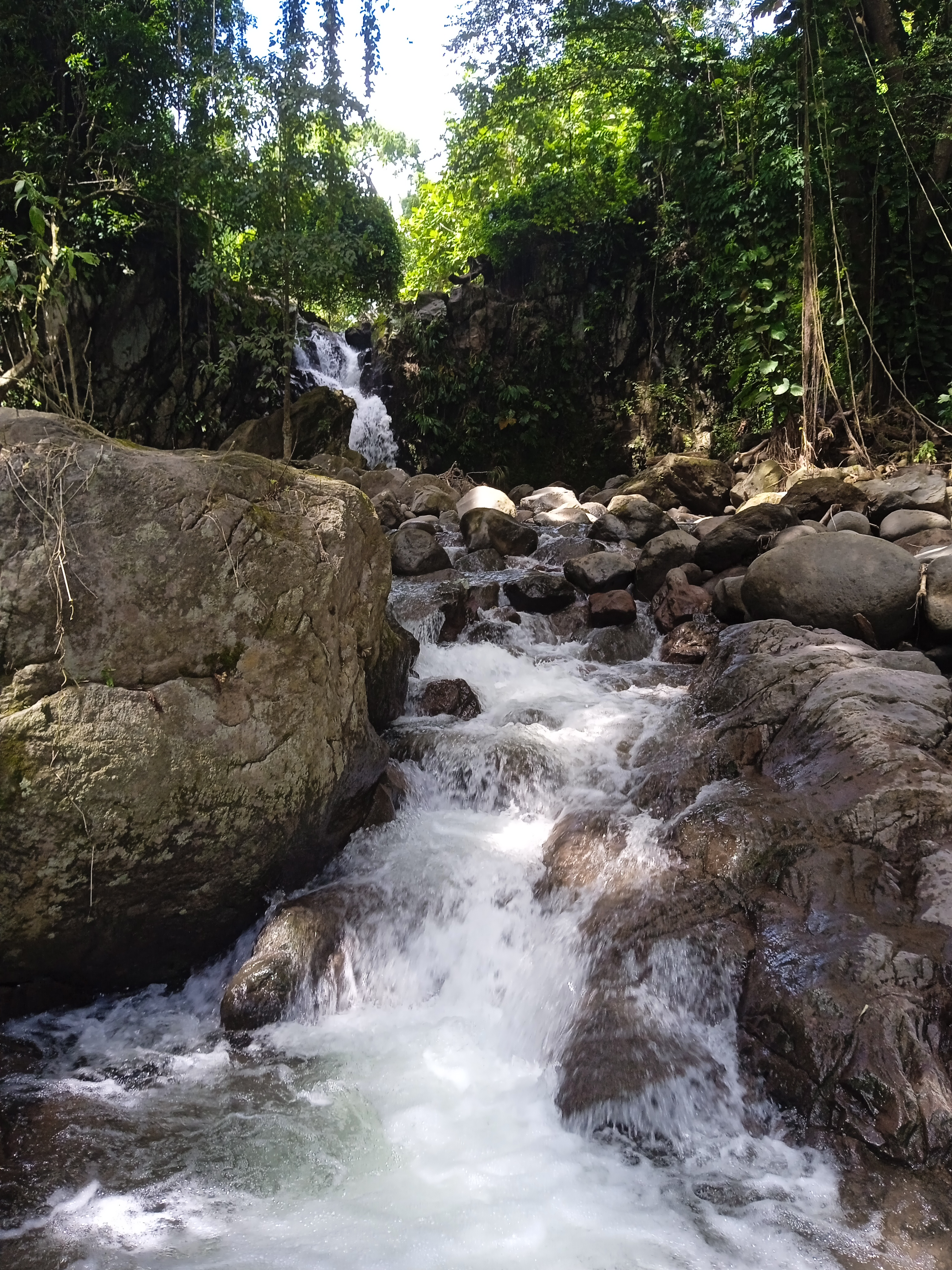
Cour de la Coulisse.